# Élections législatives thaïlandaises de 1983
En 1983, des élections législatives se tiennent en Thaïlande le 18 avril afin de renouveler les 324 sièges de la Chambre des représentants, dont 163 constituent la majorité absolue.

## Contexte
Treizième élection législative du pays, elle se tient à la suite de la dissolution de la treizième législature de la Chambre des représentants, voulue par le Premier ministre sortant Prem Tinsulanonda puis acceptée et décrétée officiellement par le roi Rama IX le 19 mars 1983, fixant ainsi la date de l'élection au 18 du mois suivant. 
Plus largement, cette dissolution fait suite au refus des députés de voter une prorogation des clauses provisoires à la Constitution de 1978 qui permettait notamment le maintien au pouvoir des militaires,. Dans le même temps, un projet de loi visant à introduire un nouveau système électoral, dont notamment le mode d'attribution des sièges de la chambre basse, l'interdiction des fonctionnaires à occuper des fonctions politiques ou encore l'interdiction aux sénateurs de voter avec les députés sur certains débats. Pour éviter ce changement, le Premier ministre a demandé à anticiper la date des prochaines élections initialement prévues en juin 1983.

## Système électoral
Sous la Constitution de 1978, la Chambre des représentants, en tant que chambre basse de l'Assemblée nationale, parlement bicaméral du pays, est la seule chambre à être élue au suffrage universel. 
Composé de 324 sièges pourvus pour quatre ans, les députés sont élus à la majorité simple au scrutin uninominal majoritaire à un tour dans 126 circonscriptions.

## Résultats
|                          |                          |            |       |       |        |               |
| Parti                    | Parti                    | Voix       | %     | +/-   | Sièges | +/-           |
|                          | Action sociale           | 7 103 177  | 26,78 | 5,52  | 92     | 4             |
|                          | Nation thaïe             | 6 315 568  | 23,81 | 12,55 | 73     | 31            |
|                          | Parti démocrate          | 4 144 414  | 15,63 | 1,06  | 56     | 21            |
|                          | Citoyen thaï             | 2 395 795  | 9,03  | 5,54  | 36     | 4             |
|                          | Indépendants             | 2 000 290  | 7,54  | 23,98 | 24     | 39            |
| Siam démocratique        | Siam démocratique        | 839 915    | 3,17  | –     | 18     | 11            |
| National-démocrate       | National-démocrate       | 2 137 780  | 8,06  | Nv    | 15     | en stagnation |
| Peuple thaï              | Peuple thaï              | 180 364    | 0,68  | Nv    | 4      | en stagnation |
| Progrès                  | Progrès                  | 338 140    | 1,28  | Nv    | 3      | en stagnation |
| Social-démocrate         | Social-démocrate         | 297 332    | 1,12  | Nv    | 2      | en stagnation |
| Peuple libre             | Peuple libre             | 474 402    | 1,79  | Nv    | 1      | en stagnation |
| Nouvelle Force           | Nouvelle Force           | 195 340    | 0,74  | 2,03  | 0      | 8             |
| Nation unie              | Nation unie              | 14 866     | 0,06  | Nv    | 0      | en stagnation |
| Travailliste-démocrate   | Travailliste-démocrate   | 1 493      | 0,01  | Nv    | 0      | en stagnation |
| Autres partis            | Autres partis            | 81 845     | 0,31  | 1,71  | 0      | 6             |
|                          |                          |            |       |       |        |               |
| Suffrages exprimés       | Suffrages exprimés       | 11 797 212 | 95,95 |       |        |               |
| Votes blancs et nuls     | Votes blancs et nuls     | 498 127    | 4,05  |       |        |               |
| Total                    | Total                    | 12 295 339 | 100   | –     | 324    | 23            |
| Inscrits / participation | Inscrits / participation | 24 224 470 | 50,76 |       |        |               |

### Analyse
Comme au scrutin précédent, l'Action sociale (AS) mené par l'ancien Premier ministre Khuek-rit Pramot arrive en tête, sans forcément obtenir la majorité, avec seulement 92 sièges (soit 26,78 % des suffrages). Il est suivi de près par la Nation thaïe (NT) qui obtient 73 sièges (soit 23,81 % des suffrages) et du Parti démocrate (DEM) avec 56 sièges (soit 15,63 % des suffrages). Ainsi représentent-ils les principaux blocs au sein de la chambre.
Le parti d'extrême droite, le Citoyen thaï (CT), réalise une percée en obtenant 36 sièges (ou 9,03 % des suffrages), dont 24 sont des circonscriptions de Bangkok. Enfin, les dispositions transitoires de la Constitution ont été telles que certains candidats ont pu se présenter sans étiquette politique : ainsi, ils furent 24 à être élus, contre 63 en 1979.

## Suites
À la suite de la proclamation des résultats, l'Action sociale, le Parti démocrate, le Citoyen thaï et le Parti national-démocrate forme une coalition de gouvernement, permettant ainsi à obtenir une majorité de députés favorable à ce gouvernement. Dans le même temps, une coalition d'opposition se forme également, menée par la Nation thaïe et des petits partis.  
Les députés du Peuple libre et du Siam démocratique rejoignent ensuite la Nation thaïe pour permettre d'augmenter le nombre de députés du parti afin de former un gouvernement, en vain. 

### Représentation
À la date d'ouverture de la quatorzième législature, le 25 avril 1983, la Nation thaïe se retrouve avec 108 députés, à la suite de la fin des dispositions transitoires de la Constitution qui ne permet pas de rester sans étiquette, sous peine d'être révoqué de son mandat.
|                                    |                                    |         |  |
| Parti                              | Parti                              | Députés |  |
|                                    | Nation thaïe                       | 108     |  |
|                                    | Action sociale                     | 101     |  |
|                                    | Démocrate                          | 57      |  |
|                                    | Citoyen thaï                       | 36      |  |
|                                    | National-démocrate                 | 15      |  |
|                                    | Progrès                            | 3       |  |
|                                    | Social-démocrate                   | 2       |  |
|                                    | Peuple libre                       | 1       |  |
|                                    | Peuple thaï                        | 1       |  |
|                                    |                                    |         |  |
| Total de députés membre de groupes | Total de députés membre de groupes | 324     |  |
| Total des sièges pourvus           | Total des sièges pourvus           | 324     |  |

### Premier ministre et gouvernement
À la suite de l'ouverture de la législature, les députés votent ensuite pour un Premier ministre. Prem Tinsulanonda, Premier ministre sortant, est de nouveau nommé à la Chambre des représentants comme candidat. Il en ressort de ce vote sa réélection par la Chambre des représentants, avec 317 voix en sa faveur. Seulement 7 se sont abstenus.
| Position                                                                              | Groupe                                                                                | Groupe                                                                                | Groupe                                                                                | Groupe                                                                                | Groupe                                                                                | Groupe                                                                                | Groupe                                                                                | Groupe                                                                                | Groupe                                                                                | Total |
| Position                                                                              | NT                                                                                    | AS                                                                                    | DEM                                                                                   | CT                                                                                    | ND                                                                                    | PG                                                                                    | SD                                                                                    | PPT                                                                                   | PL                                                                                    | Total |
| ------------------------------------------------------------------------------------- | ------------------------------------------------------------------------------------- | ------------------------------------------------------------------------------------- | ------------------------------------------------------------------------------------- | ------------------------------------------------------------------------------------- | ------------------------------------------------------------------------------------- | ------------------------------------------------------------------------------------- | ------------------------------------------------------------------------------------- | ------------------------------------------------------------------------------------- | ------------------------------------------------------------------------------------- | ----- |
| Position                                                                              |                                                                                       |                                                                                       |                                                                                       |                                                                                       |                                                                                       |                                                                                       |                                                                                       |                                                                                       |                                                                                       | Total |
| POUR                                                                                  | 108                                                                                   | 101                                                                                   | 57                                                                                    | 36                                                                                    | 15                                                                                    | 0                                                                                     | 0                                                                                     | 0                                                                                     | 0                                                                                     | 317   |
| CONTRE                                                                                | 0                                                                                     | 0                                                                                     | 0                                                                                     | 0                                                                                     | 0                                                                                     | 0                                                                                     | 0                                                                                     | 0                                                                                     | 0                                                                                     | 0     |
| ABSTENTION                                                                            | 0                                                                                     | 0                                                                                     | 0                                                                                     | 0                                                                                     | 0                                                                                     | 3                                                                                     | 2                                                                                     | 1                                                                                     | 1                                                                                     | 7     |
| Nombre de votants : 324 — Nombre de suffrages exprimés : 324 — Majorité absolue : 163 | Nombre de votants : 324 — Nombre de suffrages exprimés : 324 — Majorité absolue : 163 | Nombre de votants : 324 — Nombre de suffrages exprimés : 324 — Majorité absolue : 163 | Nombre de votants : 324 — Nombre de suffrages exprimés : 324 — Majorité absolue : 163 | Nombre de votants : 324 — Nombre de suffrages exprimés : 324 — Majorité absolue : 163 | Nombre de votants : 324 — Nombre de suffrages exprimés : 324 — Majorité absolue : 163 | Nombre de votants : 324 — Nombre de suffrages exprimés : 324 — Majorité absolue : 163 | Nombre de votants : 324 — Nombre de suffrages exprimés : 324 — Majorité absolue : 163 | Nombre de votants : 324 — Nombre de suffrages exprimés : 324 — Majorité absolue : 163 | Nombre de votants : 324 — Nombre de suffrages exprimés : 324 — Majorité absolue : 163 | Élu   |